# Мистлан
Мистла́н (исп. Mixtlán) — посёлок в Мексике, в штате Халиско, входит в состав одноименного муниципалитета и является его административным центром. Численность населения, по данным переписи 2020 года, составила 1710 человек.

## Общие сведения
Название Mixtlán с языка науатль можно перевести как: место облаков.
Поселение было основано в доиспанский период. В нём проживали индейцы кока, теко и касканы.
В 1524 году, покоряя регион, конкистадор Франсиско Кортес останавливался в Мистлане.
В 1530 году в деревню прибыл Нуньо де Гусман, который назначил Рефихио Понсе управлять энкомьендой.
Местное население в основном занималось сельским хозяйством, выращивая кукурузу, бобы и арахис, а также в меньшей степени занимались лесозаготовкой и работой на рудниках.
Мистлан расположен в 140 км к западу от столицы штата, города Гвадалахара, на федеральной трассе 70.

## Население
| Год  | Численность | Численность |
| ---- | ----------- | ----------- |
| 2000 | 1621        | [ 7 ]       |
| 2005 | 1424        | [ 8 ]       |
| 2010 | 1538        | [ 9 ]       |
| 2020 | 1710        | [ 10 ]      |